# Liatongus davidi
Liatongus davidi là một loài bọ cánh cứng trong họ Bọ hung (Scarabaeidae).